# Rupert (Vermont)
Rupert és una població dels Estats Units a l'estat de Vermont. Segons el cens del 2000 tenia 704 habitants.

## Demografia
Segons el cens del 2000, Rupert tenia 704 habitants, 295 habitatges, i 205 famílies. La densitat de població era de 6,1 habitants per km².
Per edats la població es repartia de la següent manera: un 22,3% tenia menys de 18 anys, un 5,1% entre 18 i 24, un 23,9% entre 25 i 44, un 26,4% de 45 a 60 i un 22,3% 65 anys o més.
L'edat mediana era de 44 anys. Per cada 100 dones de 18 o més anys hi havia 86,7 homes.
La renda mediana per habitatge era de 36.429 $ i la renda mediana per família de 41.339 $. Els homes tenien una renda mediana de 27.500 $ mentre que les dones 21.797 $. La renda per capita de la població era de 20.480 $. Entorn del 2,7% de les famílies i el 6,1% de la població estaven per davall del llindar de pobresa.